# Сінгапур на літніх Олімпійських іграх 2004
На XXVIII літніх Олімпійських іграх, що проходили в Афінах у 2004 році, Сінгапур був представлений 16 спортсменами (6 чоловіками та 10 жінками) у шести видах спорту — плавання, стрільба, вітрильний спорт, бадмінтон, легка атлетика та настільний теніс. Прапороносцем на церемоніях відкриття та закриття Олімпійських ігор був бадмінтоніст Рональд Сусіло.
Сінгапур втринадцяте взяв участь у літніх Олімпійських іграх. Країна не завоювала жодної медалі.

## Бадмінтон
|                    | Дисципліна     | Спортсмен        | 1/32                           | 1/16                              | Чвертьфінал                        | Півфінал           | Фінал             | Фінал |
| Суперник Результат | Дисципліна     | Спортсмен        | Суперник Результат             | Суперник Результат                | Суперник Результат                 | Суперник Результат | Місце             |       |
| ------------------ | -------------- | ---------------- | ------------------------------ | --------------------------------- | ---------------------------------- | ------------------ | ----------------- | ----- |
| Чоловіки           | Рональд Сусіло | одиночний розряд | Лінь Дань (CHN) W 15–12, 15–10 | Бйорн Йоппіен (GER) W 15–11, 15–6 | Бунсак Понсана (THA) L 10–15, 1–15 | завершив змагання  | завершив змагання | =5    |
| Жінки              | Цзян Цзяньмей  | одиночний розряд | Яо Цзі (NED) L 9–11, 4–11      | не пройшла                        | не пройшла                         | не пройшла         | не пройшла        | =17   |
| Жінки              | Лі Лі          | одиночний розряд | Гон Руїна (CHN) L 9–11, 4–11   | не пройшла                        | не пройшла                         | не пройшла         | не пройшла        | =17   |

## Вітрильний спорт
| Спортсмен  | Клас       | Заплив | Заплив | Заплив | Заплив | Заплив | Заплив | Заплив | Заплив | Заплив | Заплив | Заплив | Сума балів | Місце |
| Спортсмен  | Клас       | 1      | 2      | 3      | 4      | 5      | 6      | 7      | 8      | 9      | 10     | 11     | Сума балів | Місце |
| ---------- | ---------- | ------ | ------ | ------ | ------ | ------ | ------ | ------ | ------ | ------ | ------ | ------ | ---------- | ----- |
| Стенлі Тан | клас Лазер | 32     | 27     | 25     | 30     | 34     | 40     | 41     | 39     | 36     | DSQ    | 18     | 322        | 37    |

## Легка атлетика
|          | Спортсмен   | Дисципліна     | Раунд        | Результат | Загальне місце |
| -------- | ----------- | -------------- | ------------ | --------- | -------------- |
| Чоловіки | По Сен Сон  | 100 м          | кваліфікація | 10.75 с   | 62             |
| Жінки    | Чжан Гуйжун | штовхання ядра | кваліфікація | 16.58 м   | 25             |

## Настільний теніс
| Спортсмен                 | Дисципліна      | Раунд 1            | Раунд 2                              | Раунд 3                                    | Раунд 4                              | Чвертьфінал            | Півфінал               | Фінал                  | Фінал |
| Спортсмен                 | Дисципліна      | Суперник Результат | Суперник Результат                   | Суперник Результат                         | Суперник Результат                   | Суперник Результат     | Суперник Результат     | Суперник Результат     | Місце |
| ------------------------- | --------------- | ------------------ | ------------------------------------ | ------------------------------------------ | ------------------------------------ | ---------------------- | ---------------------- | ---------------------- | ----- |
| Цзін Цзюнь Гон            | одиночні, жінки | Bye                | Сильвія Ердел'ї (SCG) W 4–2          | Кім Гьон-Гуй (PRK) L 1–4                   | завершила змагання                   | завершила змагання     | завершила змагання     | завершила змагання     | =17   |
| Лі Цзя Вей                | одиночні, жінки | Bye                | Bye                                  | Петра Када (CAN) W 4–0                     | Умемура Ая (JPN) W 4–2               | Ван Нань (CHN) W 4–1   | Кім Хян Мі (PRK) L 3–4 | Кім Кьон А (KOR) L 3–4 | 4     |
| Чжан Сюлін                | одиночні, жінки | Bye                | Ясна Фазлич (USA) W 4–1              | Лі Он-Сіл (KOR) W 4–1                      | Фуцзінума Ай (JPN) W 4–2             | Кім Хян Мі (PRK) L 2–4 | завершила змагання     | завершила змагання     | =5    |
| Цзін Цзюнь Гон Лі Цзя Вей | пари, жінки     | Bye                | Bye                                  | Bye                                        | Кім Бок-Рае / Кім Кьон А (KOR) L 3–4 | завершили змагання     | завершили змагання     | завершили змагання     | =9    |
| Шерон Тан Чжан Сюлін      | пари, жінки     | Bye                | Ясна Фазлич / Вітні Пінг (USA) W 4–0 | Міхаела Штефф / Адріана Замфір (ROM) W 4–1 | Лі Он-Сіл / Сок Он-Мі (KOR) L 0–4    | завершили змагання     | завершили змагання     | завершили змагання     | =9    |

## Плавання
|          | Спортсмен      | Дисципліна                  | Раунд              | Час     | Місце у запливі | Загальне місце | Прим.      |
| -------- | -------------- | --------------------------- | ------------------ | ------- | --------------- | -------------- | ---------- |
| Чоловіки | Марк Чай       | 100 м вільним стилем        | Відбірковий заплив | 52.83   | 8               | 56             | не пройшов |
| Чоловіки | Марк Чай       | 200 м вільним стилем        | Відбірковий заплив | 1:54.70 | 5               | 54             | не пройшов |
| Чоловіки | Гарі Тан       | 100 м комплексним плаванням | Відбірковий заплив | 2:08.44 | 7               | 43             | не пройшов |
| Жінки    | Крістел Буврон | 200 м батерфляєм            | Відбірковий заплив | 2:26.21 | 8               | 32             | не пройшла |
| Жінки    | Ніколетт Тео   | 100 м брасом                | Відбірковий заплив | 1:12.87 | 6               | 33             | не пройшла |
| Жінки    | Ніколетт Тео   | 200 м брасом                | Відбірковий заплив | 2:38.17 | 3               | 30             | не пройшла |
| Жінки    | Джосцелін Єо   | 100 м батерфляєм            | Відбірковий заплив | 1:00.81 | 4               | 27             | не пройшла |
| Жінки    | Джосцелін Єо   | 200 м комплексним плаванням | Відбірковий заплив | 2:18.61 | 7               | 19             | не пройшла |

## Стрільба
| Спортсмен | Дисципліна | Кваліфікація | Кваліфікація | Фінал             | Фінал             |
| Спортсмен | Дисципліна | Бали         | Місце        | Бали              | Місце             |
| --------- | ---------- | ------------ | ------------ | ----------------- | ----------------- |
| Лі Вун Єо | трап       | 115          | =21          | завершив змагання | завершив змагання |